# Tempus edax rerum
La locuzione latina Tempus edax rerum, tradotta letteralmente, significa il tempo che tutto divora. (Ovidio, Metamorfosi, XV, 234).
Il poeta, con questa espressione, evidenzia il trascorrere inesorabile del tempo, indipendentemente dalle vicende umane.